# ポケットモンスター オメガルビー・アルファサファイア
『ポケットモンスター オメガルビー・アルファサファイア』は、2014年11月21日に株式会社ポケモンから発売されたニンテンドー3DS用ロールプレイングゲーム『ポケットモンスター オメガルビー』と『ポケットモンスター アルファサファイア』の総称で、ヨーロッパでは同年11月28日に発売された。この項では、『ポケットモンスター オメガルビー』と『ポケットモンスター アルファサファイア』を扱う。

## 概要
『ポケットモンスター オメガルビー』と『ポケットモンスター アルファサファイア』は、ポケットモンスター完全新作の3作目であるゲームボーイアドバンス (GBA) 用『ポケットモンスター ルビー・サファイア』を、ニンテンドー3DS用にアレンジしたリメイクである。パッケージのポケモンは、『ルビー・サファイア』のパッケージを飾っていたグラードン、カイオーガが「ゲンシカイキ」と呼ばれるパワーアップをした姿で、『オメガルビー』がゲンシグラードン、『アルファサファイア』がゲンシカイオーガ。シナリオ、世界観、登場するキャラクターなどのベースは『ルビー・サファイア』と同じであるが、ゲームシステムが同じニンテンドー3DSで先行して発売された『ポケットモンスター X・Y』に準拠している。ポケモンシリーズにおけるリメイクとして3作目の本作は、過去のリメイクである『ポケットモンスター ファイアレッド・リーフグリーン』『ポケットモンスター ハートゴールド・ソウルシルバー』と比較すると、原作からのアレンジ色が濃いのが特徴で、その顕著な例として、ストーリーが『X・Y』で新登場した要素「メガシンカ」をめぐるものに改変されたことが挙げられる。

## ゲームシステム
『X・Y』のゲームシステムがベースになっているため、基本的な部分については、そちらのゲームシステムの項を参照すること。

### ポケモンマルチナビ
『ルビー・サファイア』のポケナビに相当する、下画面に表示される多機能型ツール群で、「ずかんナビ」「マップナビ」「テレビナビ」「プレイナビ」の4つの機能で構成されている。
ずかんナビ
そのエリアに生息するポケモンを知ることができる要素。エリアを問わず同じポケモンに複数回遭遇すると、「サーチレベル」が上昇する。最初はシルエットでしか表示されなかったポケモンのアイコンは、一度捕獲することで完全に表示されるようになる。このアイコンをタッチするとそのポケモンだけをサーチすることができ、サーチレベルに応じて出現するポケモンの「生まれつきの強さ」が変わったり、野生でありながらもタマゴ技を覚えた状態になることがある。
マップナビ
点在する施設だけではなく、ポケモンの分布、再戦可能なトレーナーとそのプロフィール、秘密基地の位置、木の実の生育状況がわかる。
テレビナビ
これまでのシリーズにもあった民家のテレビで見られたニュースが、このナビで視聴できる。
プレイナビ
『X・Y』で初登場した要素、PSS、ポケパルレ、スパトレがここにまとめられている。

### ポケモンコンテストライブ!
基本的に『ルビー・サファイア』のルールに準ずるが、新たなルールとしてメガシンカをするポケモンであればメガシンカすることが可能で、ポイントが更に高くなる。
通信機能を使ってマルチプレイをすることも可能。また、コンテストの際には『ダイヤモンド・パール・プラチナ』同様、主人公は男の子女の子共に衣装に着替える。
コンテスト中の画面写真を撮ることが可能で、カメラ機能を使って実際の写真と合成することが出来る。また、コンテストに参加すると会場の出入り口に主人公のファンが現れ、きのみをくれるなどして応援してくれる。
ポケモンコンテストに参加すると特別なポケモン「おきがえピカチュウ」がもらえる。コンテスト会場の控室の「衣装ケース」で着替えることにより、ハードロック・ピカチュウ、マダム・ピカチュウ、アイドル・ピカチュウ、ドクター・ピカチュウ、マスクド・ピカチュウになることができるほか、このピカチュウは通常では覚えられない技を覚えることもできる。ただし、通常のピカチュウはこの変更することは不可能。

### スーパーひみつきち
『ルビー・サファイア』で登場した「ひみつきち」を今作でも作ることが可能。
『ルビー・サファイア』のひみつきちに加え、「きちのもようがえ」で自由自在にグッズの向きの配置が可能になり、「ひみつのなかま」では主人公のサポートが可能となるシステムが追加され、バージョンアップされる。QRコードでの通信により、他のプレイヤーのひみつきちを拝見することも可能。
ひみつのなかま
他のプレイヤーのひみつきちに遊びに行き、スカウトして自分のきちに連れていける。チーム名を付けることも可能で、バトルや「とくいわざ」のサポートを受けるなども出来る。
とくいわざ
ひみつのなかまが使用できる特殊能力。プレイヤーそれぞれ能力が異なり、冒険のサポートができる。
1人につき1日1回使用できる。フラッグを一定数集めることで能力の種類を増やしたり、回数を1日2回にできる。
グッズがちゃがちゃ
ひみつきちで使える「もようがえアイテム」を貰える。
タマゴなでなで
タマゴの孵化速度を速めることが出来る。
しゅぎょうバンバン
ポケモンのレベルを1上げることが出来る。
きのみシューシュー
きのみを貰える。
おたからドコドコ
換金アイテムを貰える。
いしザクザク
各種しんかのいしを貰える。
ポケモンもみもみ
ポケモンのなつき度を上げる。
ワンツーエクササイズ
ポケモンのきそポイントを上げる。
きょうのうらない
特別なOパワーが発動する。

フラッグ
『ダイヤモンド・パール・プラチナ』で登場したシステム。他のプレイヤーの「ひみつのパソコン」の横にある「フラッグ」を集めることで、「ひみつのなかま」の能力数や使用回数を増やすことができる。フラッグをとれるのは1つのひみつきちにつき1日1回限定。またひみつのなかまにした他プレイヤーから前日にそのプレイヤーが入手したフラッグを最大30本まで譲ってもらえる。

### ポケモン・わざ・とくせい
- 202種類だった「ホウエンずかん」の収録数が増え、それに伴いポケモンの図鑑番号が変更されている。追加されたのは、『ルビー・サファイア』の「ホウエンずかん」に含まれていたポケモンのうち、『ダイヤモンド・パール』以降に新たな進化系が追加されたもの。エルレイド・ダイノーズ・ジバコイル・スボミー・ロズレイド・ヨノワール・リーシャン・ドサイドン・ユキメノコが該当する（『ポケットモンスター ルビー・サファイア』のホウエン図鑑の順番であり、全国図鑑順とは異なる）[注釈 1]。
- メガシンカできるポケモンの追加。
- グラードン・カイオーガはゲンシカイキして登場する。
- グラードン・カイオーガ・レックウザの専用技の追加。
- 「隠れているポケモン」の実装。珍しい道具や通常では覚えない技・特性・隠れ特性を持つポケモンが出現する。ゲンシカイキしたポケモンとの戦闘後はホウエン図鑑掲載外のポケモンも隠れた状態で出現する。
- 特定のポケモンのみ、なみのり・ダイビング時の専用グラフィックが存在する[注釈 2]。

## ストーリー
- 元の『ルビー・サファイア』のシナリオに、メガシンカにまつわるエピソードが加えられている。
  - 『オメガルビー』でラティオス、『アルファサファイア』でラティアスは殿堂入り後の徘徊からストーリー中盤のイベントで必ずもらえる仕様になった。
- 『エメラルド』で追加・変更された要素はほとんど存在しない[注釈 3][注釈 4]。
- 伝説のポケモン・レックウザをメインとする新たなストーリー「エピソード・デルタ」が追加された。『ルビー・サファイア』におけるレックウザはストーリー本編に絡むことがなく、『X・Y』におけるジガルデのような扱いであった。

## 登場人物
『ルビー・サファイア』『エメラルド』と同じ人物に加え新規追加の人物も登場するが、アダンやフロンティアブレーンなど『エメラルド』にのみ登場した人物の多くは本作では登場しない。

## 地理
町や道路ではなく、「マボロシのばしょ」という形で様々な地形の小さな島が追加されている。珍しいポケモンが生息している傾向にあるが、特にホウエン地方以外の伝説のポケモンと遭遇するための舞台になっている。
以下、追加・変更のあった内容のみを記述する。

### 都市・町
キンセツシティ
『オメガルビー・アルファサファイア』では町全体が2層構造のショッピングモールとなり利用可能施設が大幅に増えたが、『ルビー・サファイア・エメラルド』にあったゲームコーナーは存在せず、廃業扱いで中には入れない。
トクサネシティ
トクサネジム
トクサネ宇宙センター（トクサネうちゅうセンター）
『オメガルビー・アルファサファイア』では、殿堂入り後の『エピソードデルタ』でマグマ団（アクア団）が施設内を占領してしまう。

ルネシティ
『オメガルビー・アルファサファイア』では巨大隕石の衝突によってできたクレーター内部に町が作られたという設定に変わっており、町の中心部にはカロス地方のAZから贈呈された大木がある。
ルネジム
ジムリーダーは『オメガルビー・アルファサファイア』ではミクリでみずタイプ使いである。

サイユウシティ
『オメガルビー・アルファサファイア』では、北部がポケモンリーグと一体化しており、南部のみがサイユウシティとなっている。そのためか、ポケモンセンターだけの非常に閑散としたシティとなっている。
ポケモンリーグ
カゲツの部屋
『オメガルビー・アルファサファイア』では金粉の舞う橋の先にある部屋に変更された。
フヨウの部屋
『オメガルビー・アルファサファイア』では藤と蓮の花の咲き乱れる橋の先の幽霊屋敷のような部屋に変更された。
プリムの部屋
『オメガルビー・アルファサファイア』では雪の降る凍り付いた橋の先の、つららの下がった古民家のような部屋に変更された。
ゲンジの部屋
『オメガルビー・アルファサファイア』では灼熱地獄のような溶岩の上に架かる橋の先、火を吐く竜の顔のついた部屋に変更された。

バトルリゾート
『オメガルビー・アルファサファイア』に登場。バトルハウスが建っている。

### 道路・水道
129番水道（129ばんすいどう）
『オメガルビー・アルファサファイア』では「ひみつの磯部」が南東部にある。
130番水道（130ばんすいどう）
『オメガルビー・アルファサファイア』では「ひみつの花畑」がある。

### 自然・その他
トウカの森（トウカのもり）
『オメガルビー・アルファサファイア』ではどこかにあるポケモンの進化にかかわるコケに覆われた岩がある。
石の洞窟（いしのどうくつ）
『オメガルビー・アルファサファイア』では、奥の小部屋に『原始時代の壁画』が追加されている。壁に近づくと壁画を眺めることができ、『オメガルビー』ではゲンシグラードン、『アルファサファイア』ではゲンシカイオーガとなっている。
シーキンセツ
『オメガルビー・アルファサファイア』に捨てられ船から差し替えられる形で登場。元はダイキンセツホールディングスという企業が開発していた海底資源採掘場だったが、ニューキンセツの開発中止に伴い閉鎖された。閉鎖後は生態系への影響が懸念されたため自然保護区として解体されずに残っている。施設が傾いて一部が水没しており、「ダイビング」で潜らないといけない場所があるほか、一部の部屋に鍵がかかっている。条件を満たすと『オメガルビー』ではホウオウ、『アルファサファイア』ではルギアが現れる。また内部にはダイキンセツホールディングスの社訓や社歌を記したボードや当時の社員のメモが残されており、それらから同社の労働環境の劣悪さがうかがえる。
ニューキンセツ
『オメガルビー・アルファサファイア』ではレアコイル・ノズパスをここで進化させられるようになった。かつてダイキンセツホールディングスがジオフロント開発の一環として行っていた「ニューキンセツプロジェクト」として開発が進められていたが、やがてポケモンたちに悪影響を与えることが判明したため開発は中止されたという設定が追加された。この事が原因でシーキンセツは閉鎖され、ダイキンセツホールディングスは倒産したとされている。キンセツジムのジムリーダー・テッセンはかつてニューキンセツプロジェクトの責任者だった。
日照りの岩戸（ひでりのいわと）
『オメガルビー・アルファサファイア』では洞窟が拡張され、わざマシンの他にメガストーンが落ちており、野生のポケモンも登場。また最奥部に珍しいポケモン・ヒードランが現れる。
サファリゾーン
『オメガルビー・アルファサファイア』では施設が倒産したため入場料不要の公園となっており、サファリゾーン形式ではなく通常にバトルで捕獲する形式になった。
浅瀬のほらあな（あさせのほらあな）
『オメガルビー・アルファサファイア』ではあるポケモンの進化にかかわる氷に覆われた岩が設置されている。
目覚めの祠（めざめのほこら）
『オメガルビー・アルファサファイア』では内部で自然のエネルギーが充満しており、マグマスーツまたはアクアスーツを着用し、海底洞窟で目覚めたグラードンまたはカイオーガに乗って最深部へ移動する。また、伝説のポケモンが倒しても一定条件で復活するようになったため、イベント終了後も入れるようになった。
チャンピオンロード
『オメガルビー・アルファサファイア』ではマップが大幅に改められ、洞窟を出たところでミツルに勝負を挑まれるようになっている。
空の柱（そらのはしら）
『オメガルビー・アルファサファイア』ではエンディング後のエピソードで訪れることになる。流星の民がレックウザを祭るために建造した塔という説明があり、頂上部は「龍召の祭壇」と呼ばれている。塔は空から見て三角形となり、マッハ自転車がなくても登れるようになった。
砂漠遺跡/小島の横穴/古代塚（さばくいせき/こじまのよこあな/こだいづか）
『オメガルビー・アルファサファイア』は特定の条件を満たしてレジロック、レジアイス、レジスチルを小島の横穴に連れてくるとレジギガスが現れる。
南の孤島（みなみのことう）
『オメガルビー』ではラティオス(『アルファサファイア』ではラティアス)がマグマ団の幹部カガリ（アクア団の幹部ウシオ）に狙われたため助けを求めてきたラティアスまたはラティオスに乗って飛来し、ラティオス（ラティアス）を入手するメインイベントがある。

### マボロシの場所
『オメガルビー・アルファサファイア』に登場。上空からしか行けない地点の総称。日替わりで出現する地点と、時間帯など特定の条件下で出現する特別な場所の2種類がある。日替わりの場所は野生ポケモンの住む草むら・洞窟やアイテム(わざマシン・化石含む)があり、特別な場所では不思議な輪っかを調べることで伝説のポケモンと出会える。なお、弓形の島を含む日替わりの地点はフレンドコード登録することで出現数が増える。
マボロシ島/マボロシ森/マボロシ山/マボロシ洞窟
30数か所の候補地からランダムで1か所が日替わりで出現する。
弓形の島（ゆみなりのしま）
低確率でサイユウシティ南に出現する。伝説のポケモン・クレセリアが出現する他、地中には特定のポケモンの進化に必要なものが埋まっていることがある。
未開の森（みかいのもり）
トウカの森の西方にある。ホウオウかルギアを連れていると着陸でき、時間帯によってエンテイ/ライコウ/スイクンのうちいずれかが現れる。
未知の洞窟（みちのどうくつ）
ルネシティ北東部の山地にある洞窟。十分なついたポケモンが複数いると着陸でき、時間帯によってユクシー/エムリット/アグノムのうちいずれかが現れる。
名もなき平原（なもなきへいげん）
キナギタウン南東部の海域にある島。基礎ポイントが最大までたまったポケモンを複数連れていると着陸でき、テラキオン/コバルオン/ビリジオンのうちいずれかが現れる。
おぼろの洞窟（おぼろのどうくつ）
キンセツシティ南東部の山地にある洞窟。レベル100のポケモンを連れていると着陸でき、『オメガルビー』ではレシラム、『アルファサファイア』ではゼクロムが現れる。
いびつな穴（いびつなあな）
ハジツゲタウン付近の山地にある洞窟。レシラムとゼクロムが手持ちにいると現れる。キュレムが潜んでいる他、キュレムにまつわるアイテムが隠されている。
黒雲（くろくも）
天空に存在する黒雲。ポワルンを連れていると出現し、飛び込むと『オメガルビー』ではトルネロス、『アルファサファイア』ではボルトロスが現れ、さらにこの2体を連れているとランドロスが現れる。
大きな裂け目（おおきなさけめ）
天空に存在する時空の裂け目。ユクシー・エムリット・アグノムを連れていると出現し、飛び込むと『オメガルビー』ではパルキア、『アルファサファイア』ではディアルガが現れ、さらにこの2体を連れているとギラティナが現れる。

## 開発
本作の開発はディレクターの大森滋をはじめとした若い世代のスタッフを中心としたプロジェクトチームが務め、制作期間1年での完成となった。
当時のディレクターの増田が実現したかったことと、ディレクターの大森がこうしたいと思ったことを加えて開発が進められた。

## 音楽
| 発売日        | タイトル                                                                                   |
| ------------- | ------------------------------------------------------------------------------------------ |
| 2014年12月3日 | ニンテンドー3DS ポケモン オメガルビー・アルファサファイア スーパーミュージックコンプリート |

このサウンドトラックCDには、すでに廃盤になっている『ルビー・サファイア』のサウンドトラックCD「GBA ポケモン ルビー&サファイア ミュージック・スーパーコンプリート」の楽曲もすべて含まれている。

## キャンペーン
- 早期購入者特典として、メガストーンを持った「色違いのダンバル」がふしぎなおくりもので配信される。
- 「月刊コロコロコミック11月号」を始めとした雑誌やウェブサイト、店頭などで特別体験版をダウンロードするためのシリアルコードが配布された。特別体験版ではこのために用意された特別なシナリオを遊ぶことができ、一部のポケモンや道具は製品版に送ることもできる。後にこの特別体験版は2016年8月2日から9月30日までの期間限定で一般配信が行われている。
- 一部のポケモン関連商品に同梱される「ポケモンスクラップ」に記載されたシリアルコードをウェブサイトで入力することで、その数に応じて幻のポケモンであるシェイミ・ケルディオ・ビクティニや、きんのたま・いいキズぐすり・ゴージャスボール・ふしぎなアメ・マスターボールといった道具が手に入る「幻のポケモンたちをもらおう！キャンペーン」が行われた。
- 「月刊コロコロコミック12月号」に、『オメガルビー』でラティアス、『アルファサファイア』でラティオスを捕まえるためのイベントに必要なアイテム「むげんのチケット」を引き換えるためのシリアルコードが付属する。
- 2014年11月21日から2015年1月20日までの期間中、「スマブラ・ポケモン 両方買うと”もれなく”プレゼント！キャンペーン」を実施。『大乱闘スマッシュブラザーズ for Nintendo 3DS（以下『スマブラ3DS』）』と『オメガルビー』または『アルファサファイア』を購入すると、もれなくバーチャルコンソール『ゲームボーイギャラリー3』と、『スマブラ3DS』の必殺ワザを覚えたゲッコウガがプレゼントされる[6]。この2つのプレゼントは、『スマブラ3DS』に参戦する最古キャラクター（Mr.ゲーム&ウォッチ）と最新キャラクター（ゲッコウガ）にちなんだものである[7]。

## プロモーション

### 映像
『オメガルビー・アルファサファイア』の紹介スペシャルムービー。アニメーション制作はOLM TEAM KATO。
キャスト
- 主人公（男の子） - 岡本信彦
- 主人公（女の子） - 花澤香菜
- ダイゴ - 石田彰
- ツツジ - 喜多村英梨
- たんぱんこぞう - 潘めぐみ
- ポケモン - 古島清孝、佐藤健輔、烏丸祐一、藤原貴弘、鷄冠井美智子、小堀幸
- ナレーション - 森川智之

スタッフ
- 監督 - 冨安大貴
- アニメキャラクターデザイン - 堤舞
- 制作 - OLM TEAM KATO

### イベント
『オメガルビー・アルファサファイア』の発売と同日、豪州ではNewニンテンドー3DSが発売され、発売日前日の2014年11月20日の12時から24時にかけて“『ポケットモンスター オメガルビー・アルファサファイア』発売前日ニコニコ カウントダウンイベント＠ニコファーレ”が、ニコニコ動画で放送された。

## その他
- 『ポケットモンスター ハートゴールド・ソウルシルバー』以来、約5年ぶりのリメイク作品となり、本作では『ルビー・サファイア』の日本国内発売日（2002年11月21日）と同じ11月21日の日付で日本国内での発売を開始することになった。社会的な影響の大きさから本来は土曜日（あるいは祝日）に設定される[注釈 5]が、11月21日であることが優先されたため、本作は金曜日に発売開始となる。
- 本作の日本国内発売日（2002年11月21日）と同日に、以下の関連商品が発売および配信された。
  - Newニンテンドー3DS グラードン エディション
    - ポケモンセンター限定。本作のソフトは含まれない。限定のテーマ機能「グラードン・ゲンシグラードン」「カイオーガ・ゲンシカイオーガ」をダウンロードできるダウンロード番号がついてくる。

  - Newニンテンドー3DS カイオーガ エディション
    - ポケモンセンター限定。本作のソフトは含まれない。限定のテーマ機能「グラードン・ゲンシグラードン」「カイオーガ・ゲンシカイオーガ」をダウンロードできるダウンロード番号がついてくる。

  - Newニンテンドー3DS専用 きせかえプレート No.040
    - Newニンテンドー3DS本体に取り付けるプレート。プレート上側はグラードン・ゲンシグラードンを、プレート下側はカイオーガ・ゲンシカイオーガをデザインしている。

  - ニンテンドー3DS テーマ 「ポケモン ゲンシグラードン・ゲンシカイオーガ」
    - ニンテンドー3DSシリーズで使える、HOMEメニューのテーマ機能のひとつ。